# اریکا بوئنفیل
ترزا د ژسوس بوئنفیل لوپز (تلفظ اسپانیایی: [teˈɾesa ðe xeˈsus βweɱˈfil ˈlopes]</link> ; متولد ۲۳ نوامبر ۱۹۶۴)می‌باشد، که معمولاً با نام اریکا بوئنفیل شناخته می‌شود، بازیگر، مجری تلویزیون و خواننده مکزیکی است. بوئنفیل در ۱۱ سالگی کار خود را در تجارت نمایشی آغاز کرد.

### زندگی شخصی
در سال ۲۰۰۵، بوئنفیل با به دنیا آوردن نیکلاس دی ژسوس، مادر شد. زمانی که مطبوعات او را برای ذکر نام پدر کودک تحت فشار قرار دادند، جنجال به وجود آمد که او از انجام این کار خودداری کرد. او بعداً فاش کرد که پدر فرزندش پسر ارنستو سدیو رئیس‌جمهور سابق مکزیک است. وقتی از او پرسیده شد که رابطه او با پدر فرزندش چگونه است، او در سال ۲۰۱۱ گفت که «این وجود ندارد. نمی‌داند او کجاست، او چیزی نمی‌داند.»
او در بسیاری از برنامه‌های تلویزیونی مانند کریستینا و دون فرانسیسکو پرسنتا ظاهر شد، جایی که او در مورد سختی‌های یک مادر مجرد در صنعت تلویزیون صحبت کرد، اما گفت که شادترین دوران زندگی خود را به عنوان مادر برای فرزندش سپری می‌کند. در ۱۰ ژوئیه ۲۰۰۷، ماریا مارتا، مادر اریکا بوئنفیل، پس از عوارض ناشی از یک بیماری نادر که قلب او را تحت تأثیر قرار داد، درگذشت.

## فیلم‌شناسی

### فیلم‌ها
| سال  | عنوان                | نقش              | یادداشت        |
| ---- | -------------------- | ---------------- | -------------- |
| ۱۹۸۱ | جنسیت ثروتمندان      | دختر موتور سیکلت | بی‌اعتبار       |
| ۱۹۸۲ | کوزا آسان            | آمیگا دی النا    | بی‌اعتبار       |
| ۱۹۸۵ | سمنتریو دل ترور      | لنا              |                |
| ۱۹۸۷ | شب وحشت و جادوگران   | چلو دِرِچو         | فیلم تلویزیونی |
| ۱۹۸۹ | قرار با مرگ          | جولیتا           |                |
| ۱۹۸۹ | دزدان قبر            | ربکا د لا هوئرتا |                |
| ۱۹۸۹ | فراری                | کارلا            |                |
| ۲۰۱۴ | از پسران و هواپیماها | مامان            | فیلم کوتاه     |